# Strela (birra)

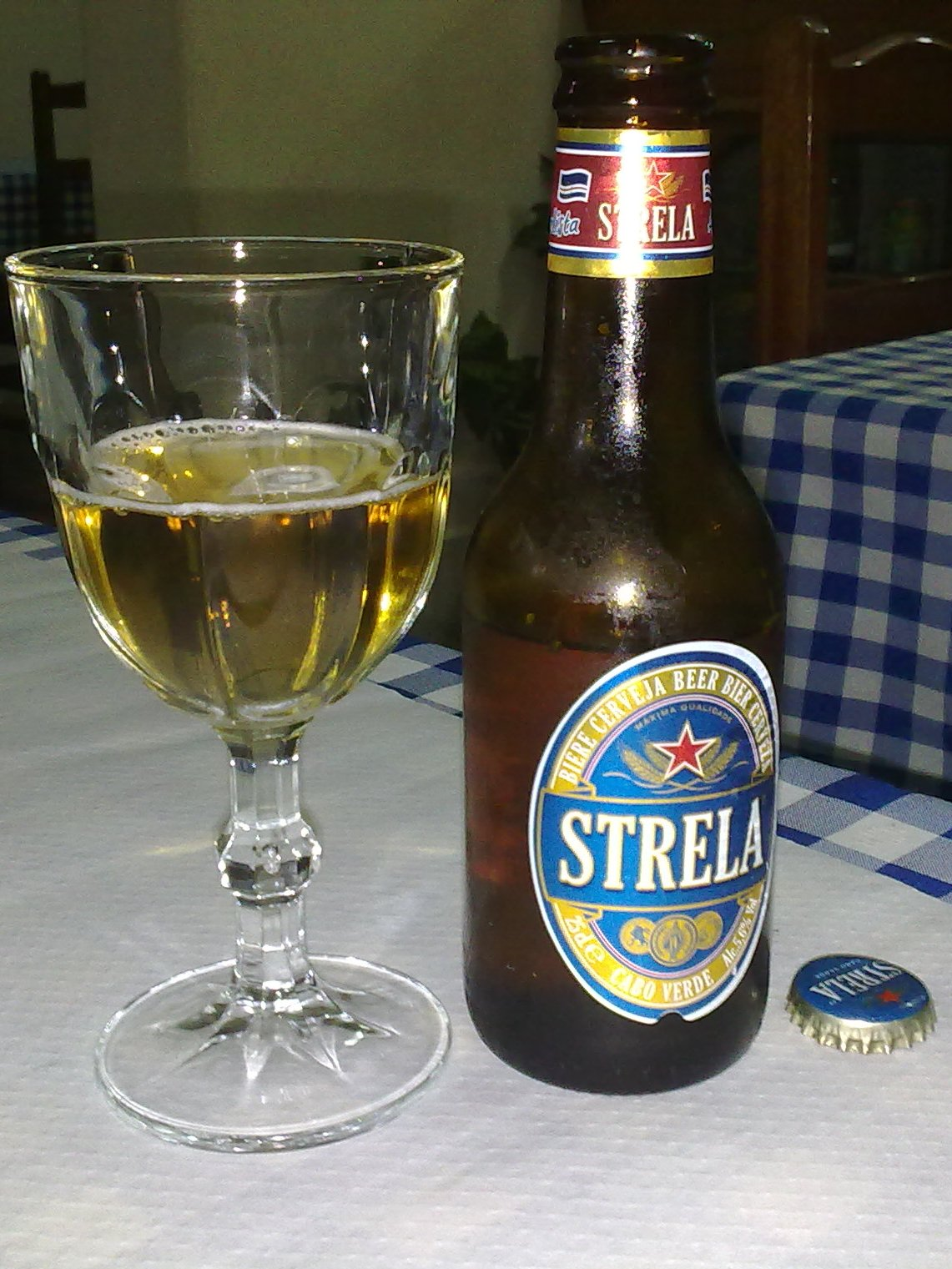
Una bottiglia di birra Strela

Strela ("stella" in portoghese) è ad oggi l'unico marchio di birra capoverdiana. La Strela "normale" è chiara, leggera,  piuttosto amara e poco aromatica.
Lanciata nel 2006 per sostituire la Coral, è prodotta dalla Sociedade Cabo-verdiana di Cerveja e Refrigerantes (RSTP), che produce anche altre birre (come la "ego extra strong bock beer") e bevande analcoliche. La sede della società è a Praia.